# Depositum Custodi

Het logo van Depositum Custodi

Depositum Custodi (Latijn voor 'Bewaar het Pand') is een landelijke reformatorische studentenvereniging die is opgericht in 1986 en gevestigd in Utrecht. De naam is afgeleid van het Bijbelvers 1 Timoteüs 6:20
Depositum Custodi is een conservatieve tegenhanger van de C.S.F.R. die oorspronkelijk de gehele bevindelijk gereformeerde zuil vertegenwoordigde, maar in de jaren zeventig en tachtig met name voor leden uit de Gereformeerde Gemeenten in Nederland en de Oud-Gereformeerde Gemeenten te progressief werd. De vereniging is een ontmoetingsplaats voor studenten uit allerlei kerkverbanden, waaronder de Gereformeerde Gemeenten, de Gereformeerde Gemeenten in Nederland, de Hersteld Hervormde Kerk, de Oud-Gereformeerde Gemeenten, de Protestantse Kerk in Nederland en de Christelijk Gereformeerde Kerk. Een bekende oud-praeses van Depositum Custodi is de fractievoorzitter van de SGP in de Tweede Kamer, Kees van der Staaij.
De grondslag van de vereniging is het Woord van God en de daarop gegronde Drie Formulieren van Enigheid. De vereniging geeft studenten de mogelijkheid tot gezamenlijke verdieping in het Woord van God en bezinning op allerlei maatschappelijke thema's. Daarnaast wil ze bewapening bieden tegen antichristelijke machten. Verder is DC een plaats waar christelijke studenten elkaar ontmoeten en vriendschappen ontstaan.
De vereniging telt anno 2024 ongeveer 150 leden. Ze komen elke maand in Utrecht samen op een openbare avond, waar een lector een aspect van het jaarthema belicht. Daarnaast kent DC studiekringen, die elke maand op diverse plekken in het land worden gehouden. De studiekringen kunnen worden opgesplitst in Institutiekringen en kringen met een vrij thema. (Aspirant-)leden volgen zowel een "Institutiekring", waarop de Institutie van Johannes Calvijn wordt bestudeerd, als een kring met een vrij thema. Deze thema's verschillen per jaar en zijn gevarieerd van aard: theologisch of meer vakinhoudelijk, praktisch of juist theoretisch. Enkele voorbeelden zijn een Bijbelstudiekring, Augustinuskring, Islamkring, Literatuurkring, Muziekgeschiedeniskring, Puriteinenkring, Rechtenkring of Natuurwetenschappenkring.
Het bijwonen van deze kernactiviteiten kost minimaal drie avonden per maand. Naast de genoemde activiteiten, die vooral een studieus karakter dragen, organiseren de verschillende commissies op DC ook informele activiteiten, zoals een sportavond, muziekavond of excursie. Daarnaast worden in kringverband weekenden georganiseerd en worden er jaarlijks een vakantie en meerdere weekenden voor DC als geheel georganiseerd. Verder komt men ongeveer zes keer per jaar bijeen voor een ledenvergadering.